# هجوم مدرسة بيشاور 2014
في 16 ديسمبر 2014، هاجم 6 مسلحين ينتمون لحركة طالبان باكستان مدرسة يديرها الجيش الباكستاني في بيشاور. مما أدى إلى مقتل 141 شخص معظمهم أطفال من التلاميذ التي تتراوح أعمارهم بين (10-18 عاماً). وأصيب العشرات من التلاميذ والعاملين بالمدرسة، تم نقلهم للمستشفيات المجاورة.
واعتبر الحادث أسوء هجوم إرهابي يحصل في تاريخ باكستان، متجاوزاً تفجير كراتشي 2007.

## خلفية الحادث
وقع الحادث في مدرسة عامة لأبناء الجيش الباكستاني في منطقة ورداك قرب شارع كانتون بمدينة بيشاور شمال باكستان. وهذه المدرسة ضمن نظام مدارس تابعة للمؤسسة العسكرية، التي تدير 146 مدرسة في مختلف أنحاء البلاد، مخصصة لأبناء العسكريين.
منذ يونيو 2014 يجري شن هجوم عسكري مشترك من قِبل قوات الأمن الباكستانية ضد مختلف الجماعات المسلحة في شمال وزيرستان والتي كانت مسرحاً لموجة من عنف حركة طالبان. تم إطلاق العملية في أعقاب هجوم 8 يونيو على مطار جناح الدولي في كراتشي، وهو جزء من الحرب الدائرة في شمال غرب باكستان فيها المئات من المسلحين.

## الهجوم
بدأ الهجوم عند الساعة 10:30 بتوقيت باكستان (5:30 ت.غ)، حين دخل سِتة عناصر من حركة طالبان باكستان يرتدون بزات عسكرية لقوات حرس الحدود الباكستانية إلى المدرسة. واخترقوا جدار المدرسة عن طريق مقبرة مجاورة للمدرسة وأثناء إقامة بعض الطلاب أحد الأنشطة الجماعية تم إطلاق النار بشكل عشوائي عليهم  ثم قاموا بالانتقال من صف لآخر وإطلاق النار على الطلاب. وقام أحد المهاجمين بتفجير نفسه، مما أدى إلى وقوع العدد الأكبر من الضحايا.

## المسؤولية عن الحادث
تبنت حركة طالبان الباكستانية الهجوم على الفور، مؤكدة أنها نفذته من اجل الثأر للقتلى الذين سقطوا في عملية ضرب عضب التي يشنها الجيش الباكستاني في غرب باكستان.

## ردود الفعل

### محلياً
أدان الرئيس الباكستاني ممنون حسين، الهجوم وأعرب عن حزنه العميق إزاء الخسائر في الأرواح البريئة، وشدد على ضرورة تقديم الجناة إلى العدالة. بينما أعلن رئيس الوزراء الباكستاني نواز شريف الحداد ثلاثة أيام ووصف الحادث بالمأساة. كما أدانت الناشطة الباكستانية ملالا يوسف زي، الحائزة على جائزة نوبل للسلام، الهجوم واصفةً إياه بالهجوم الإرهابي، وأضافت «إننى والملايين حول العالم نشعر بالآسى على هؤلاء الأطفال، أشقائى وشقيقاتى -ولكننا لن نهزم أبدا».

### دولياً
الولايات المتحدة - أدانت الولايات المتحدة بشدة الهجوم، ووصف بيان الخارجية الأمريكية الهجوم على «الأبرياء من الدارسين والمعلمين» بالعبثي وغير الإنساني، مشدداً على ضرورة أن تواصل واشنطن وإسلام آباد عملهما المشترك بهدف المحافظة على الإستقرار في المنطقة.
 أفغانستان - أدان الرئيس الأفغاني أشرف غني أحمدزي بشدة الهجوم المسلح على مدرسة في مدينة بيشاور الباكستانية الذي وقع اليوم الثلاثاء. وقال الرئيس الأفغاني، في بيان صادر عن القصر الرئاسي في العاصمة الأفغانية كابول، إن «قتل الأطفال الأبرياء غير المؤذيين يعد تصرفا ضد الإسلام والإنسانية.. وأدين بشدة تصرف الإرهابيين الوحشي».
 فرنسا - استنكر الرئيس الفرنسي فرانسوا هولاند الهجوم على المدرسة ووصفه بـ «الآثم». وذكر هولاند في بيانه أن «جميع الكلمات لا تفي بالغرض لوصف هذا الهجوم الغادر ضد أطفال عزل داخل مدرستهم». وأكد الرئيس الفرنسي تضامن بلاده التام مع الضحايا وعائلاتهم، مشدداً على دعمه للحكومة الباكستانية في حربها ضد الإرهاب.
 الهند - عبر رئيس الوزراء الهندي ناريندرا مودي عن ألمه وحزنه على ضحايا الهجوم الذي شنه عناصر من جماعة «طالبان باكستان» ضد المدرسة العسكرية في بيشاور. وكتب في حسابه: «أشارك حزن كل من فقد أحباءه اليوم، وأقدم أحر التعازي لعائلات الضحايا». كما وصف رئيس الوزراء الهندي الهجوم بـ«اللإنساني» وبأنه لم يحصد سوى أرواح أطفال أبرياء داخل مدرستهم.
 إيطاليا - أدان رئيس الوزراء الإيطالي ماتيو رينزي الهجوم وعلق قائلاً «أن أطفالا لقوا مصرعهم في مدرسة وهذا أمر غير معقول. ويجب على المجتمع الدولي أن يرد على هذا الهول».
 الصين - أدانت الصين بشدة الهجوم الإرهابي. وقال المتحدث باسم وزارة الخارجية تشين قانغ في بيان له «شعرنا بصدمة عميقة وحزن كبير بسبب الهجوم وندين بأقوى العبارات الارهابيين». وقال تشين ان الصين تقدم تعازيها الخالصة لأسر الضحايا وتتمنى الشفاء العاجل للمصابين. كما أضاف مؤكداً على معارضة الصين الإرهاب بأي شكل، قال ان الصين ستواصل الدعم القوي لجهود باكستان المتواصلة لمكافحة الإرهاب والحفاظ على الإستقرار الوطني وحياة أفراد الشعب.
 مصر - أعرب السفير بدر عبد العاطي، المتحدث باسم وزارة الخارجية المصرية، عن إدانة مصر الشديدة للهجوم الإرهابي. ونقل المتحدث تعازي مصر للحكومة والشعب الباكستاني، وأهالي الضحايا في الحادث الأليم والتمنيات بسرعة الشفاء للمصابين، مؤكداً أهمية تضافر الجهود الدولية لمواجهة الإرهاب باعتباره ظاهرة عالمية تستهدف الأمن والإستقرار في كافة أنحاء العالم.
 روسيا - أدانت روسيا الهجوم الإرهابي. وأعربت عن تأييدها لإجراءات الحكومة الباكستانية الهادفة إلى اجتثاث الإرهاب. وقالت الخارجية الروسية في بيان لها «نؤيد إجراءات الحكومة الباكستانية الهادفة إلى اجتثاث بؤر الإرهاب، ونأمل أن تستمر إسلام آباد في حربها بلا هوادة لتدمير البنى التحتية للمتطرفين، وروسيا مستعدة للإستمرار في دعم جهود مكافحة الإرهاب التي تبذلها السلطات الباكستانية».

### المنظمات الدولية
الأمم المتحدة - أكد الأمين العام للأمم المتحدة بان كي مون عزم المنظمة الدولية على دعم السلطات الباكستانية في جهودها الرامية إلى مواجهة الإرهاب والتطرف. ودعا إسلام آباد إلى عمل كل ما في وسعها لجر المسؤولين عن المجزرة إلى العدالة. وذكر الأمين العام أن استهداف الأطفال الأبرياء في بيشاور يدل على «جبن المسلحين وسفالتهم»، مضيفا أن لا شيء يمكن أن يبرر قسوة هذه الجريمة.
 طالبان أفغانستان - أدانت حركة طالبان الأفغانية الهجوم الذي شنته حركة طالبان باكستان على مدرسة للجيش الباكستاني. وقال المتحدث باسم حركة طالبان الأفغانية ذبيح الله مجاهد في بيان له «إن القتل العمد لأناس وأطفال ونساء أبرياء يتعارض مع مبادئ الإسلام، ويجب على كل حزب إسلامي وحكومة إسلامية وضع هذا المعيار في الحسبان». يشار إلى أن الحركتين منفصلتان عن بعضهما، ولكنهما متحالفتان عبر الحدود، وتخوض كل حركة معارك مع حكومة بلادها.